# Amore sublime
Amore sublime (Stella Dallas) è un film del 1937, diretto da King Vidor. Interpretato da Barbara Stanwyck e da Anne Shirley, il film - prodotto da Samuel Goldwyn e distribuito dall'United Artists - uscì nelle sale il 6 agosto 1937.
Il soggetto è tratto dal romanzo di Olive Higgins Prouty. Era già stato adattato per lo schermo nel 1925 da Frances Marion che aveva scritto la sceneggiatura di Stella Dallas, un film diretto da Henry King e interpretato da Ronald Colman, Belle Bennett e Lois Moran.

## Trama
Stella si sposa con Stephen Dallas. Lui appartiene alla buona borghesia, lei è una ragazza di umili origini. Nonostante i due si amino e abbiano una figlia, il matrimonio si deteriora a causa della differenza di classe che intercorre tra di loro. Stella arriverà perfino a rinunciare alla figlia quando si renderà conto che, con il suo sacrificio, potrà riservarle un avvenire migliore.

## Produzione
Il film fu prodotto dalla Samuel Goldwyn Company (con il nome Howard Productions).

## Distribuzione
Distribuito dalla United Artists, il film - presentato da Samuel Goldwyn - uscì nelle sale cinematografiche statunitensi il 6 agosto dopo una prima a New York il 5 agosto 1937. Il film fu distribuito anche in Europa; in Finlandia, uscì il 20 marzo 1938. In Portogallo, gli venne dato il titolo O Pecado das Mães e venne distribuito il 7 luglio 1938.